# Ted Trainer
Frederick E. Trainer (1941-) es un académico australiano, activista defensor del decrecimiento, la vida sencilla y los estilos de vida en equilibrio con la biosfera.

## Biografía
Trainer creció en Sídney, Australia, en cuya universidad estudió. Dio clases en la Universidad de Nueva Gales del Sur desde la década de 1970 hasta 2014. En la década de 1980 participó en Australia en el emergente movimiento ecologista y en defensa de los límites del crecimiento llegando a ser un asiduo conferenciante y activista, principalmente en Nueva Gales del Sur. Actualmente es miembro del Simplicity Institute de Melbourne.
Ha dedicado su energía en el terreno de la praxis a Pigface Point, un centro para la divulgación de un estilo de vida alternativo en un área pantanosa del río St. George, en las afueras de Sídney, en el cual reside el propio Trainer con su familia, practicando la simplicidad voluntaria y el arte de la reutilización, en una casa autoconstruida en una propiedad heredada de su padre a partir de materiales reciclados y trabajo manual. Se sustenta parcialmente en una economía de subsistencia y de trueque, consume tan sólo el 2% de la electricidad que consume de media una persona en Australia, y apenas viaja.

## Obras publicadas
Autor prolífico, Trainer ha escrito acerca de problemas internacionales, sostenibilidad, economía crítica, formas sociales alternativas, y la transición a ellas. Ha publicado numerosos libros y artículos sobre estos temas.
Ha denominado a su teoría para el cambio social The Simpler Way (La vía de la simplicidad). Defiende, así mismo, que no es posible un orden mundial sostenible a menos que realicemos una muy importante reducción en la producción y el consumo y que cambiemos a estilos de vida mucho menos abundantes, dentro de una economía de estado estacionario. En The Conserver Society describió cómo debería ser un mundo así, basado en ecoaldeas inteligentes y conectadas en red, que proporcionasen estilos de vida saludables, trabajo y educación con un consumo neto muy reducido.
Sus cálculos de la demanda mundial de energía publicados en Renewable Energy Cannot Sustain a Consumer Society sugieren que cualquier movimiento hacia las energías renovables tendría que venir acompañado de una reducción radical de la demanda mundial, dado que las renovables no podrían satisfacer una demanda en expansión.
Dispone de un un sitio web donde ha reunido una abundante colección de materiales propios a disposición de las personas dedicadas a la educación crítica sobre los problemas mundiales. Sus ideas, trasmitidas en conferencias y publicaciones académicas, acerca de la reducción del consumo y de la población mundial le han distanciado de parte del movimiento ecologista, de pensadores marxistas que promueven el industrialismo, así como de los promotores del crecimiento económico y del llamado libre mercado.

## Libros
- Trainer, F.E. 2010. The transition to a sustainable and just world. Sydney: Environbooks.
- Trainer, F.E. 2007. Renewable Energy Cannot Sustain a Consumer Society. Springer.
- Trainer, F.E. 2001. We must move to the simpler way: an outline of the global situation, the sustainable alternative society, and the transition to it.  Burton, S.A.: Critical Times Publishing.
- Trainer, F.E. 1998. Saving the Environment: What It Will Take. New South Wales University Press.
- Trainer, F.E. 1995. Towards a sustainable economy. Sydney: Environbooks.
- Trainer, F.E. 1995. The Conserver Society: alternatives for sustainability. London: Zed.
- Trainer, F.E. 1991. The Nature of Morality: An Introduction to the Subjectivist Perspective. Aldershot: Avebury Press.
- Trainer, F.E. 1989. Developed to Death: Rethinking Third World Development. Devon: GreenPrint.
- Trainer, F.E. 1985. Abandon Affluence!. London: Zed.
- Trainer, F.E. 1984. Third world development. Series: Critical social issues. School of Education, University of New South Wales
- Trainer, F.E. 1982. Dimensions of moral thought. Sydney: New South Wales University Press.